# Zámek v Čechách
Zámek v Čechách je český televizní film režiséra Martina Hollého, natočený v roce 1993 podle původního námětu a scénáře Jiřího Hubače. Příběh byl psán „na tělo“ herečce Jiřině Jiráskové.

## Děj filmu
Hlavní postavou je hraběnka z Lansdorfu a ze Scheinbergu (Jiřina Jirásková). Když slaví své šedesáté narozeniny v kruhu přátel, přicházejí představitelé čerstvě instalovaného komunistického režimu zabavit a zapečetit zámek, ve kterém žila ona i generace jejích předků. Hraběnka slíbí dokončit oslavu a dohrát klavírní provedení valčíku z opery Evžen Oněgin od Petra Iljiče Čajkovského na oslavě svých sedmdesátin.
Když se po deseti letech vrací splnit svůj slib jako domácí dělnice Lansdorfová (háčkuje záclony pro Drutěvu za pár korun metr), nachází svůj klavír rozladěný, svého bývalého majordoma a sluhu Aloise (Karel Heřmánek) jako zpustlého alkoholika, který je rád, že může dělat kočího na statku a bydlet v kabinách na fotbalovém hřišti, dřívější nýmandy v důležitých funkcích. Manželem její oddané bývalé komorné Evy je nynější „uvědomělý“ správce zámku, kterého přítomnost aristokratky ve znárodněném sídle popuzuje. Protože má hraběnka zákaz pobytu ve svém městě, snaží se ji vystrnadit za podpory předsedy MNV Halamky. Hraběnka se nastěhuje do zadního pokoje na hřišti u Aloise – potřebuje jen postel a popelník. Odtud ji přichází neotesaně vykázat mladý esenbák, který, jak se ukáže, je synem starého hraběnčina známého, místního kostelníka.
Alois je zatím vyslán, aby zajistil šampaňské na oslavu. Od hoteliéra Krásy kupuje za přemrštěnou cenu hraběnčino vlastní víno, které soudruzi znárodnili a vypíjeli při papalášských příležitostech. Při tom stíhá zpronevěřovat část svěřených peněz, párkrát se opít a neúspěšně usilovat o obnovení vztahu s bývalou ženou. S komornou Evou a kuchařkou Mařkou připravují oslavu na zámku. Když esenbáci posadí hraběnku do vlaku, aby ji dostali z města, Alois vypije většinu láhví Moët & Chandon s kamarády z mokré čtvrti.
Hraběnka však s noblesou překoná všechny překážky. Zastaví vlak záchrannou brzdou, stopem dojede zpět na zámek a s pomocí přátel a bývalých zaměstnanců oslavu uskuteční. Když v závěru filmu tiše zemře v rodném zámku, je to vlastně vítězství jejího pevného lpění na vlastní lidské důstojnosti.

## Obsazení
| Jiřina Jirásková   | hraběnka z Lansdorfu                   |
| Karel Heřmánek     | Alois, její bývalý lokaj               |
| Josef Vinklář      | Halamka, předseda MNV                  |
| Taťjana Medvecká   | Eva, bývalá komorná                    |
| Ivan Vyskočil      | Kotrba, správce zámku, její muž        |
| Valérie Zawadská   | Mařka, bývalá kuchařka                 |
| Leoš Suchařípa     | hoteliér Krása                         |
| Ladislav Trojan    | Václav, kostelník                      |
| Jiří Langmajer     | mladý esenbák, jeho syn                |
| Stanislav Zindulka | starý esenbák                          |
| Jiří Schmitzer     | knihkupec                              |
| Jana Krausová      | jeho partnerka, bývalá manželka Aloise |
| Raoul Schránil     | hrabě Karel, host                      |
| Ladislav Potměšil  | řidič náklaďáku                        |
| Josef Patočka      | zahradník                              |